# CEFRES
CEFRES (francouzsky Centre français de recherche en sciences sociales, česky Francouzský ústav pro výzkum ve společenských vědách) je výzkumná instituce v oblasti společenských a humanitních věd sídlící v Praze.
CEFRES podporuje mezinárodní mobilitu v rámci Francie a zemí Visegrádské skupiny. Přijímá mladé vědce a výzkumné pracovníky, jejichž výzkumné projekty jsou v souladu se všeobecnou vědeckou politikou ústavu.
CEFRES je mezioborovou institucí, jež je v České republice uznávaná pro svou roli ve zprostředkovávání vědeckých poznatků mezi Francií a zeměmi střední Evropy.

## Historie
CEFRES byl založen v Praze roku 1991 po pádu komunistického režimu. Spadá pod správu dvou francouzských institucí – Ministerstva zahraničních věcí a mezinárodního rozvoje (nyní Ministerstvo Evropy a zahraničních věcí Francie) a francouzského Národního centra pro vědecký výzkum (CNRS). Roku 2007 se ústav stal servisním a výzkumným pracovištěm CNRS.
CEFRES je jedním z 27 členů výzkumné sítě francouzských výzkumných institutů v zahraničí (IFRE).
Díky dohodě mezi Francouzským velvyslanectvím v Praze, CNRS, Univerzitou Karlovou a Akademií věd České republiky, podepsané 21. listopadu 2014 a prodloužené 6. listopadu 2019, tvoří ústav spolu s Univerzitou Karlovou v Praze a Akademií věd ČR partnerské instituce v rámci platformy vědecké francouzsko-české spolupráce v humanitních a společenských vědách, nazvané „Platforma CEFRES“. Symbolem ukotvení ústavu do českého vědeckého prostředí je také fakt, že se jeho sídlo přestěhovalo v prosinci 2015 do budovy Ústavu pro českou literaturu AV ČR, na adrese Na Florenci 3/1420.
Od roku 1991 pořádal CEFRES řadu vědeckých událostí.
16.–17. června 2016 byl ústav v čele organizace projektu „Noc filozofie“. Tento projekt sdružil v Praze více než 100 filosofů a 2 000 účastníků.
V roce 2019 při příležitosti mezinárodní konference „Beyond 1989 – Hopes and Disillusions after Revolutions (A Global Approach)“ věnované třicátému výročí pádu komunistických režimů přijal pozvání francouzský ministr zahraniční, Jean-Yves Le Drian. Ministr na konferenci přednesl projev za přítomnosti svého českého protějšku, ministra Tomáše Petříčka.
V roce 2019 získal jeden z výzkumných týmů Platformy CEFRES prestižní „Consolidator grant“ Evropské rady pro výzkum (ERC).
V rámci přednášek a konferencí pořádaných CEFRESem vystoupili významní světoví vědci a badatelé jako například Roger Chartier, Bernard Lahire či Michel Wieviorka.
Významné přednášky a konference jsou zveřejněny na kanálu CEFRESu platformy YouTube.

## Cíle
V době svého založení měl CEFRES za cíl po pádu komunismu znovuobnovit vědecké výměny mezi Francií a střední Evropou a upevnit akademický výzkum v oblasti humanitních a společenských věd. CEFRES od té doby rozvíjí své výzkumné programy v rámci tří prioritních výzkumných záměrů. Se svými institucionálními partnery podporuje vznik a rozvoj mezinárodních výzkumných projektů prostřednictvím programů pro přijímání zahraničních vědců a na podporu mobility.
Program na podporu mezinárodní mobility je určen pro vyslané („en délégation“) a přidružené („affectation“) výzkumné pracovníky CNRS. Dále program TANDEM, který podporuje v rámci společného výzkumného projektu jednoho badatele z AV ČR a druhého z CNRS.
Program je určen i pro postdoktorské výzkumné pracovníky, jejichž pozice jsou spolufinancované CEFRESem a Univerzitou Karlovou po dobu dvou let.
Další program je vyhrazen pro doktorandy, kteří mohou získat roční stipendia pro své projekty.

## Aktivity

### Výzkumné osy
Vědecká politika CEFRESu je vymezena třemi výzkumnými osami.

#### Osa 1. Přemístění, vykořenění, odchýlení: lidé, vědění, praktiky[1]
- Přemísťování osob: cesty, migrační proudy a turismus, profesní dráhy, pravidelné dojíždění, bloudění atd.
- Cirkulace intelektuálních nebo kulturních praktik: písemností, kulturních a/nebo ekonomických statků, vědeckých výsledků, konceptů atd.
- Sítě: institucionální, obchodní nebo sociální (jako třeba učené společnosti, umělecké sítě, diaspory atd.).
- Kontexty recepce a odchýlení v sociálních reprezentacích, které ovlivňují způsoby osvojování, překladu a adaptace.

#### Osa 2. Normy a transgrese[2]
- Monopolní a konkurenční strategie udávání norem – jako výchozí bod zde může sloužit analýza sporů, stejně tak jako bezpečnostní diskursy a praktiky.
- Sociální praktiky transgrese (jako je marginalita, oddanost, rezistence atd.) a její ovládání (prostřednictvím násilí, vyjednávání, integrace atd.).
- Aktéři podněcující tento fenomén (minority, vyloučené skupiny atd.) se zvláštním zřetelem na rozmanitost sociologických profilů a trajektorií individuálních aktérů.

#### Osa 3. Věci, stopy, mapování: prostor v jeho každodennosti[3]
- Začlenění prostorových a místních reprezentací do paradigmat objevujících se v současných humanitních a společenských vědách.
- Symbolická konstrukce prostorů (mentální kartografie, stopy, palimpsesty, limity).
- Společenský život věcí a utváření prostorů dle těchto věcí.
- Zkušenosti urbánních a rurálních prostorů, veřejných a soukromých sfér, vnitřního a vnějšího prostoru.

CEFRES upřednostňuje výzkum, jehož předmět se nachází ve středoevropském prostoru, soustředí se na spojení tohoto prostoru s jinými prostory či na jeho komparaci s jinými „kulturními oblastmi“.

### Výzkumné projekty
CEFRES se v poslední době zaměřil na několik projektů.
- Od roku 2020: „Evropa: rozhořčená konfederace poražených národů? Nezpracované a zaniklé vzpomínky na postimperiální (evropské) menšiny“.
- Od roku 2018: „Archivy a interkulturalita“.
- Od roku 2018 do roku 2020: „Zdivočelí divočáci: měnící se kosmopolitika lovu v Evropě i mimo ni“.
- CEFRES také spolupracoval na několika projektech vedených partnerskými organizacemi:
- „Rozvoj venkova ve střední Evropě“ (ALDETEC) – projekt Národní výzkumné agentury (ANR) vedený Marie-Claude Maurel.
- „Archiv zvukových záznamů svědectví Evropanů vězněných v Gulagu“ – projekt Centre d’études des Mondes Russe, Caucasien & Centre-Européen (CERCEC) veden Alainem Blumem (CERCEC, EHESS a INED), Martou Craveri (CERCEC) a Valérie Nivelon (RFI).

### Vzdělávání
CEFRES každoročně přijímá doktorandy různých národností, dále postdoktorské vědecké pracovníky a badatele. Organizuje pravidelné semináře, letní školy a workshopy.

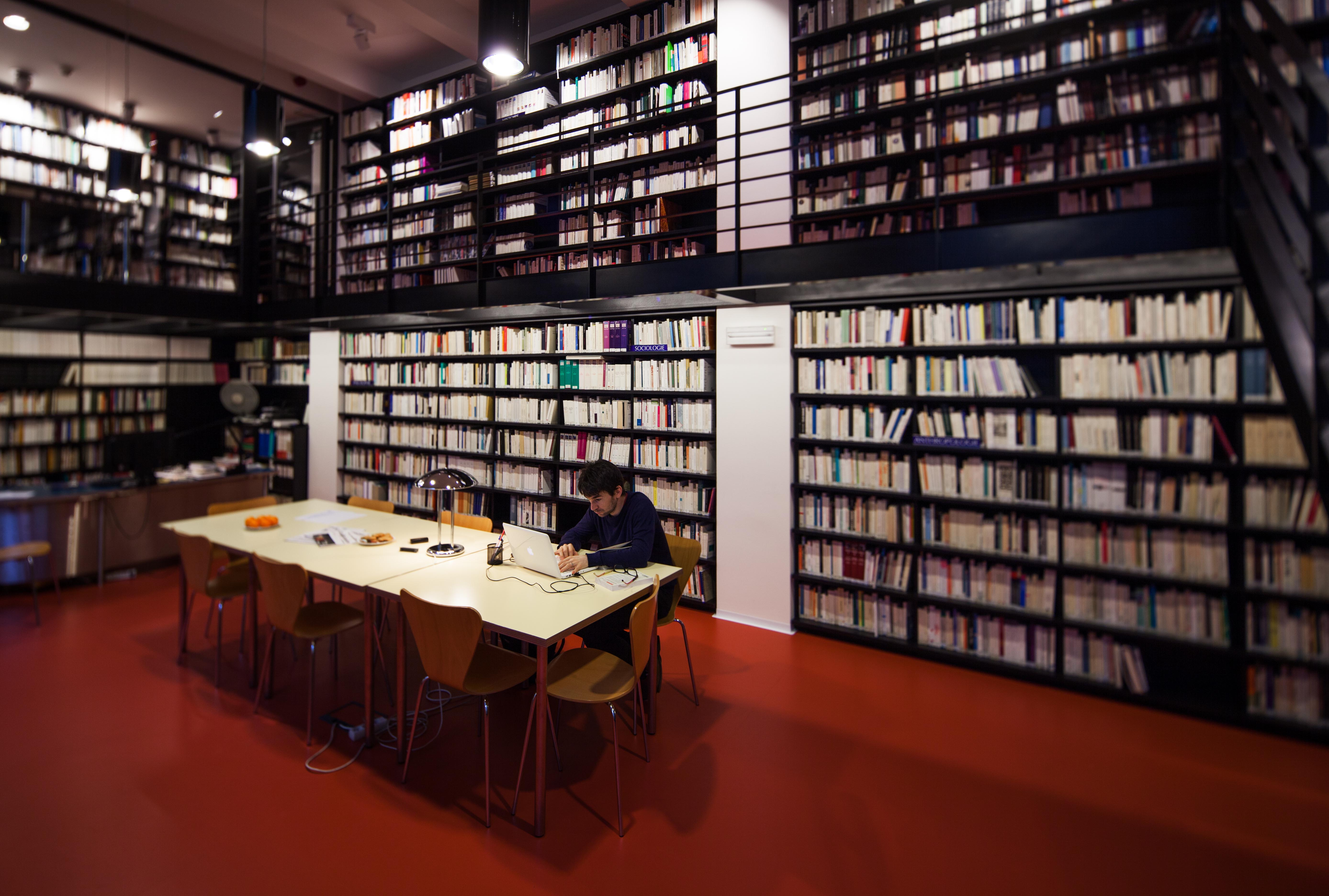
Knihovna CEFRES

Kromě doktorandů a badatelů ústav přijímá v rámci rámcových smluv s univerzitními zařízeními, ústavy nebo jinými organizacemi také studenty na vědecké stáže. Ti pracují na své diplomové práci s tématem souvisejícím s vědeckou politikou ústavu. CEFRES nabízí i administrativní stáže, v jejichž rámci studenti pomáhají v činnostech každodenního chodu instituce.
Součástí CEFRESu je i knihovna otevřená pro širokou veřejnost, která disponuje více než 6500 svazky z oblasti společenských a humanitních věd. Publikace a rozsáhlý archiv odborných periodik je volně dostupný pro výzkumné pracovníky a studenty. Knihovna mimo jiné dvakrát do roka organizuje prezentaci knižních novinek, jejichž recenze jsou pravidelně zveřejňovány na výzkumném blogu CEFRESu „Carnet de recherche“.

### Šíření vědeckých poznatků
CEFRES celoročně prezentuje vědeckou činnost prostřednictvím pořádáním seminářů, workshopů, mezinárodních konferencí a vědeckých ateliérů.
CEFRES se mimo jiné podílí na organizaci vědeckých aktivit konaných v České republice, v zemích Visegrádské skupiny, ve Francii a v dalších evropských zemích. Ústav také pravidelně pořádá kulturní akce společně s Francouzským institutem v Praze.

## Ředitelé CEFRESu
Řediteli CEFRESu byli:
- Mateusz Chmurski, září 2022 –
- Jérôme Heurtaux, září 2018 – srpen 2022
- Clara Royer, únor 2015 – srpen 2018
- Philippe Rusin, září 2012 – srpen 2014
- Françoise Mayer, září 2010 – srpen 2012
- Marie-Claude Maurel, září 2006 – srpen 2010
- Christian Lequesne, leden 2004 – srpen 2006
- Georges Mink, říjen 2001 – prosinec 2003
- Antoine Marès, říjen 1998 – srpen 2001
- Françoise Mayer, listopad 1993 – září 1998
- Marie-Élizabeth Ducreux, říjen 1991 – říjen 1993